# 경찰버스
경찰용 밴으로도 알려진 경찰 버스(영어: Police bus)는 다양한 이유로 경찰들이 사용하는 미니버스, 대형 버스 또는 코치 차종이다.
용도에 따라 경찰버스에는 경찰의 소유권을 나타내는 표시나 상징이 있을 수 있으며 적절한 장비도 장착되어 있다. 경찰버스는 약간의 수정이 있거나 전혀 수정되지 않은 일반 버스일 수도 있고, 폭동 임무에 대해 어느 정도 보호 기능이 있거나, 완전히 장착 된 장갑 버스일 수도 있다.
좌석버스는 경찰이 스포츠 행사 및 시위에서 군중 통제와 같이 필요한 지역으로 많은 경찰관을 수송하거나 영국 광부 파업과 같은 보다 심각한 폭동 통제를 위한 대규모 배치를 촉진하는 데 사용된다. 이들은 고용된 차량이거나 목적을 위해 경찰이 보유한 차량일 수 있다.
경찰버스는 또한 일부 대규모 행사에서 구금된 사람들을 처리할 수 있는 정적 임시 보관 및 처리 구역으로 사용되며 다른 차량으로 이동이 가능할때까지 보관된다. 경찰 버스는 경찰이 이에 대한 책임이있는 포로 수송 차량 역할을 할 수도 있다. 이러한 유형의 버스의 한 가지 예는 MCI D4000ISTV가 있다.
경찰은 또한 보다 구체적인 목적을 위해 버스 메이커 또는 기타 전문 회사 (신규 또는 은퇴한 스쿨버스 스타일 기관에서)가 개조한 버스를 사용할 수 있다. 이것은 사건 통제실이나 이동 지휘소 또는 공공 행사를 위한 작은 이동 경찰서가 될 수 있다. 예를 들어, 토론토 경찰청은 그들의 함대를 위해 은퇴한 대중교통 버스를 사용하였다.
개조된 경찰버스의 다른 역할에는 공공 정보 또는 인식 캠페인에 사용되거나 모바일 모집 디스플레이로 사용되는 것이 포함될 수 있다.

## 사용하는 차량 (2025년 기준)
자일대우버스
- 대우 BS106 로얄시티
- 자일대우 FX II 116 크루징 애로우

현대자동차
- 현대 카운티
- 현대 뉴 슈퍼 에어로시티
- 현대 일렉시티
- 현대 유니버스 스페이스 엘레강스
- 현대 뉴 프리미엄 유니버스 스페이스[2]

## 갤러리

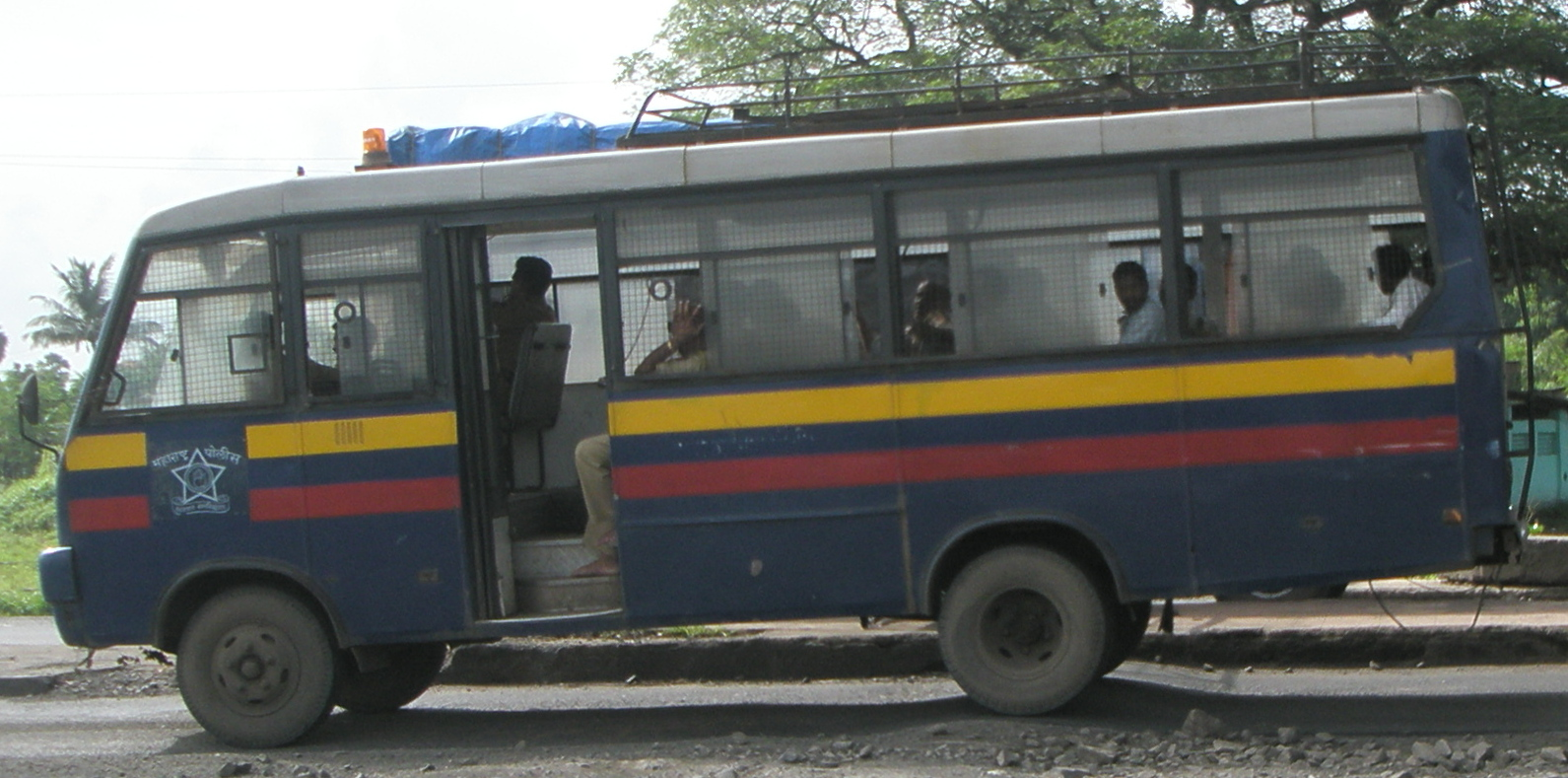
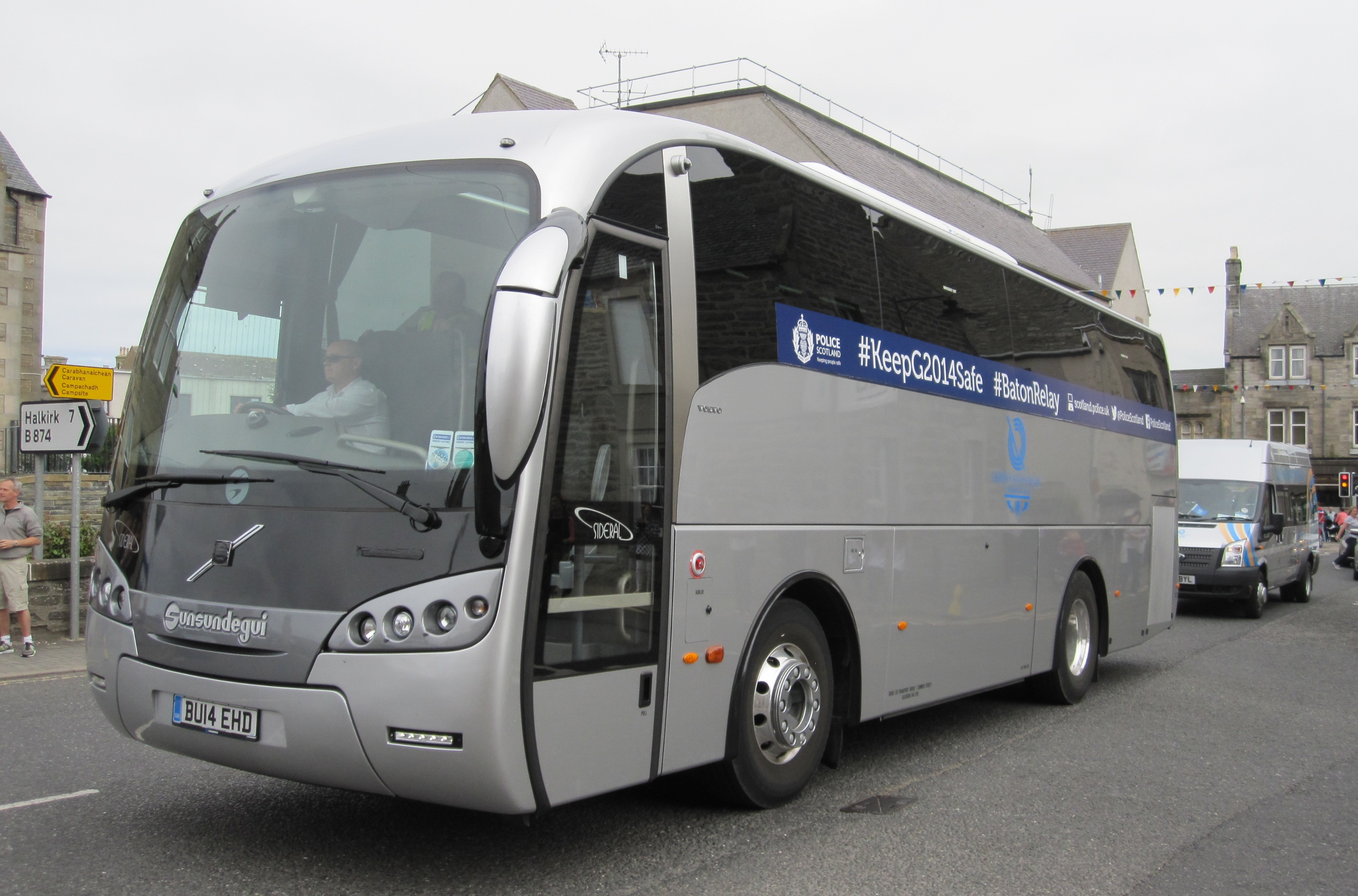
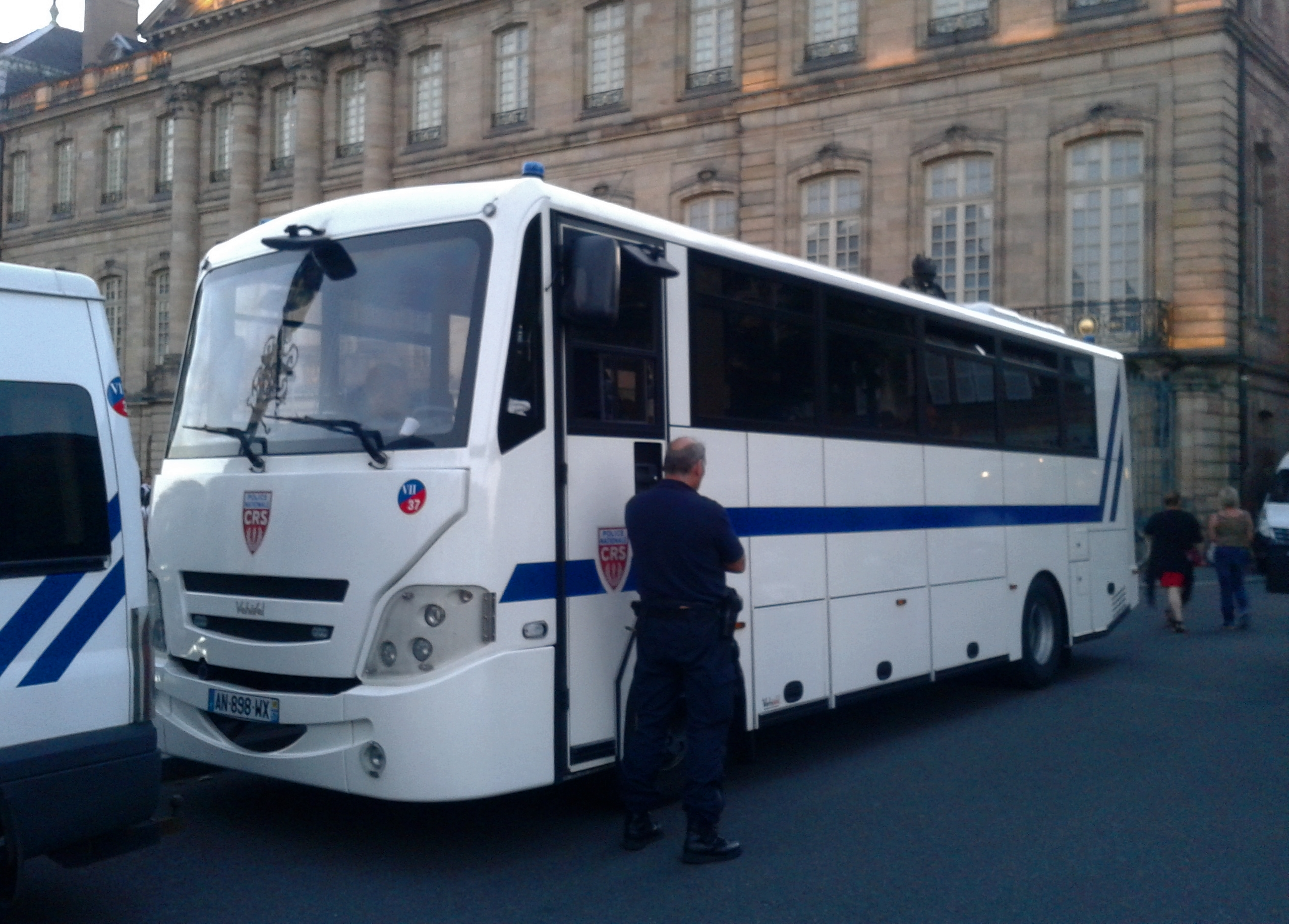
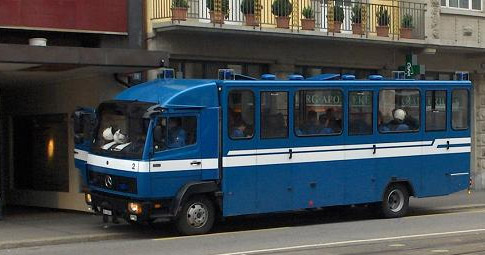
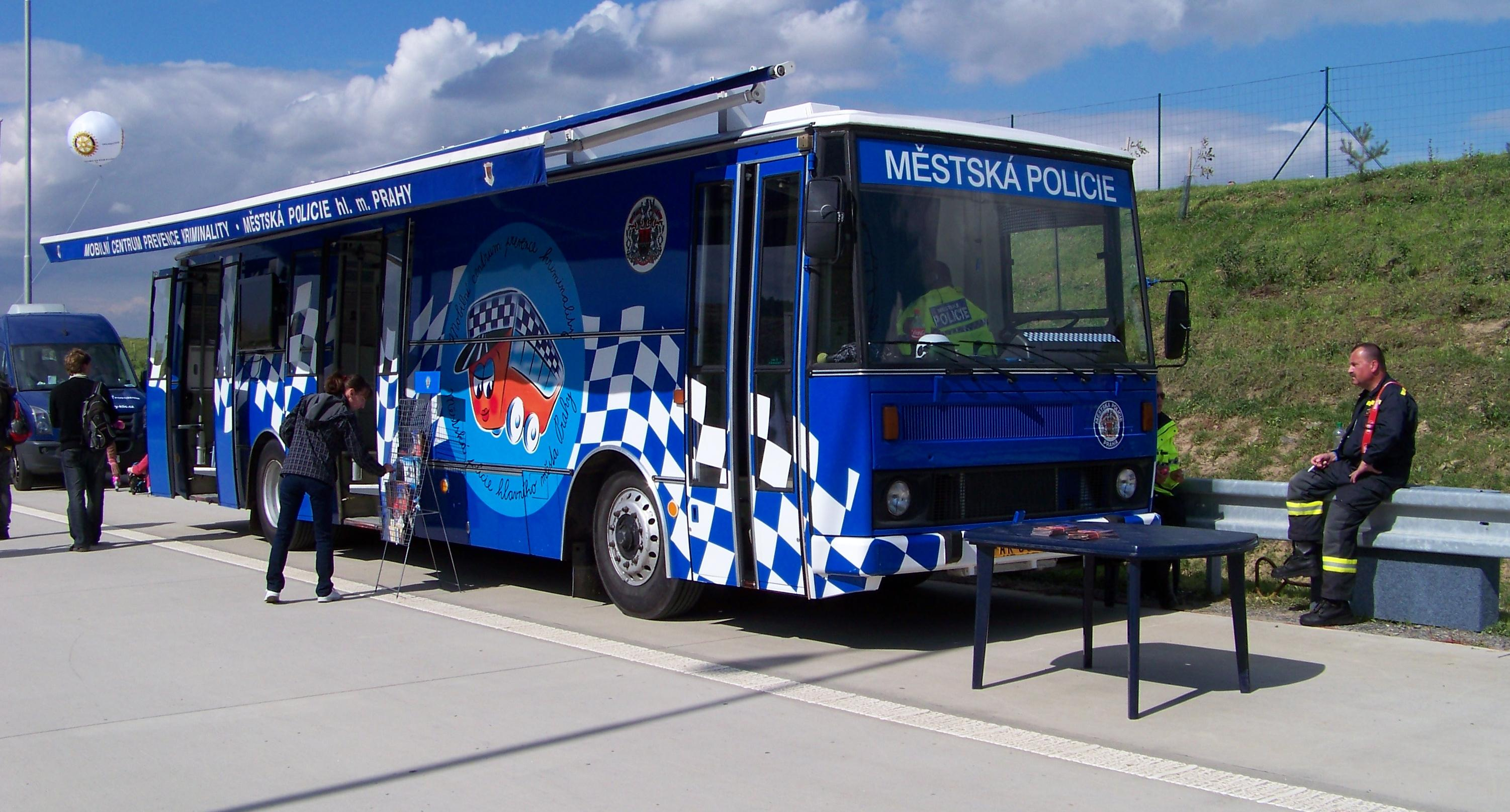
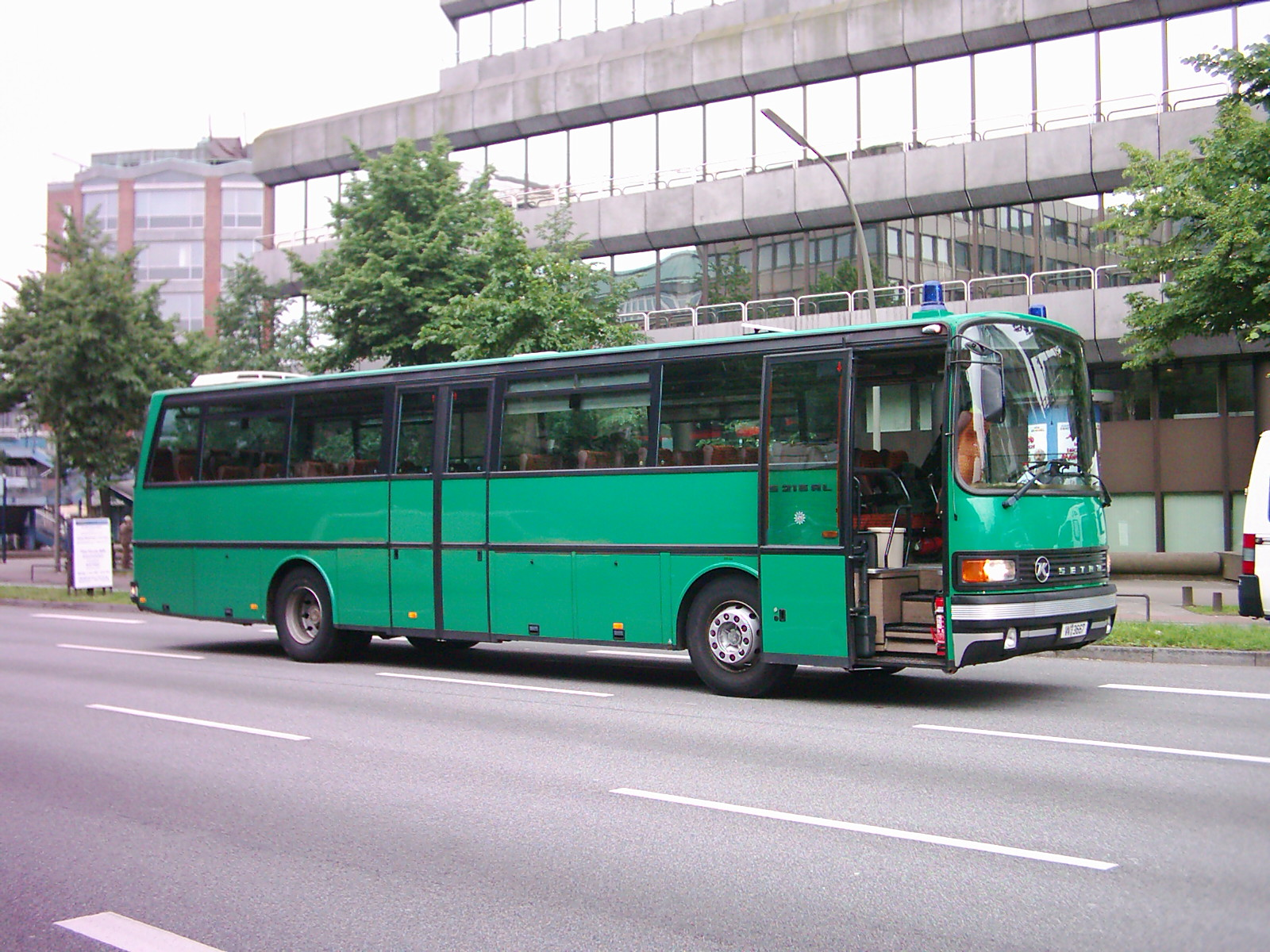
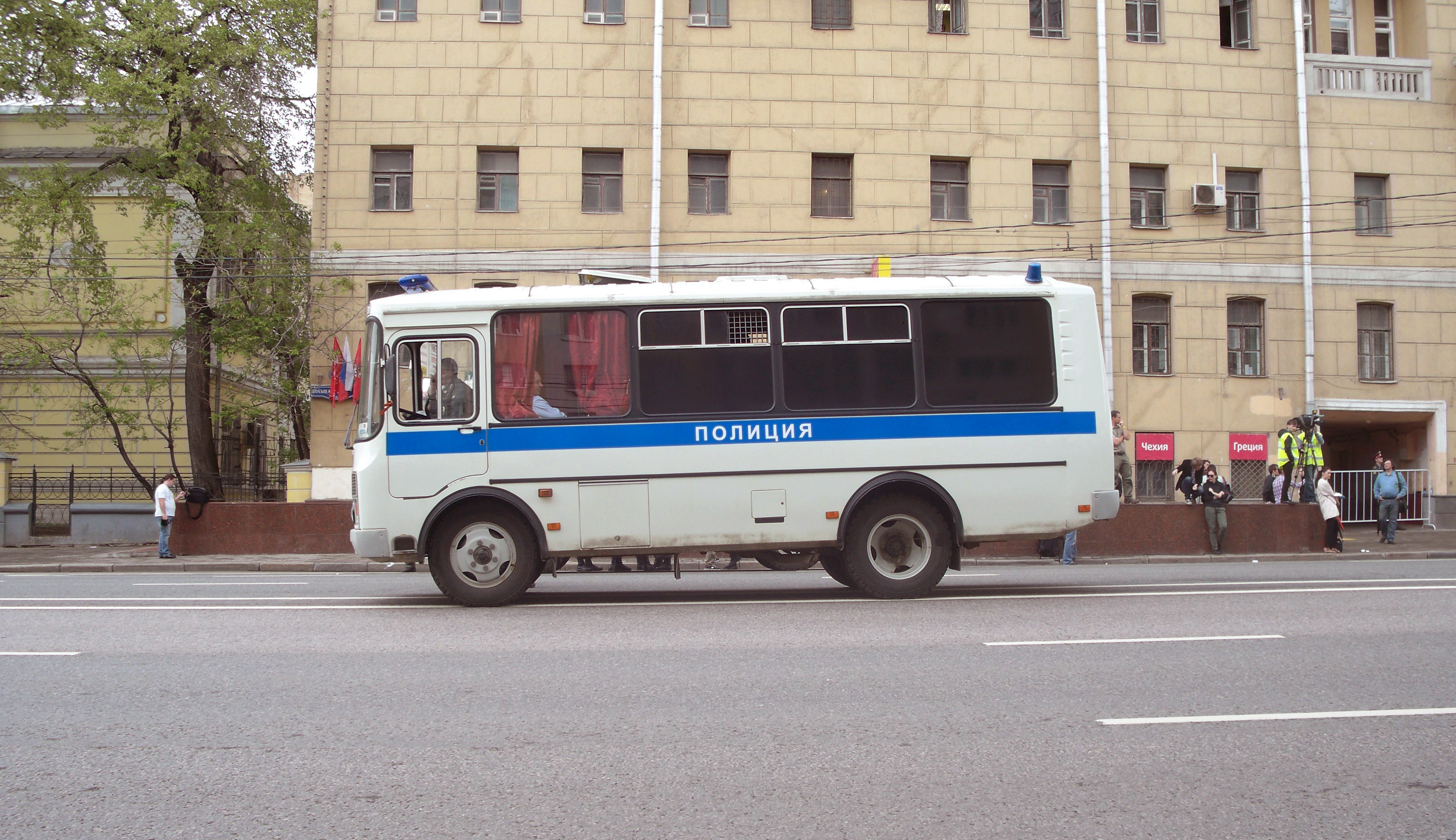
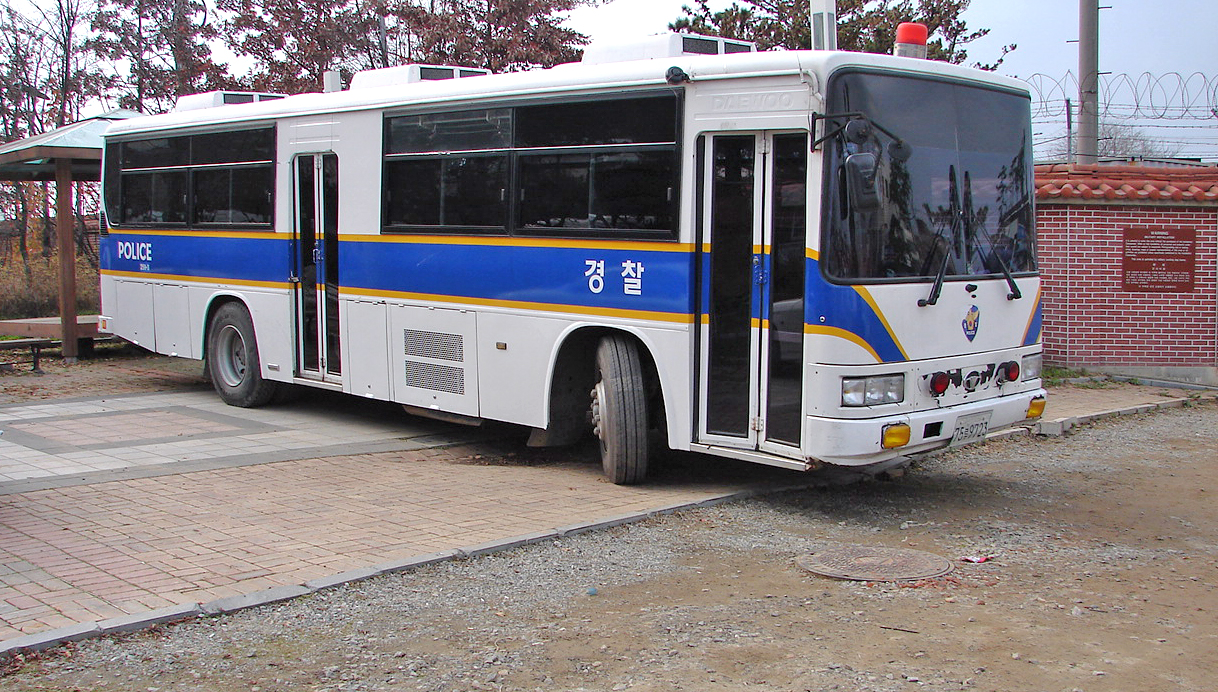
대한민국 경찰청 소속 대우 BS106 로얄시티